# Marblepsis chionoptera
Marblepsis chionoptera är en fjärilsart som beskrevs av Collenette 1936. Marblepsis chionoptera ingår i släktet Marblepsis och familjen tofsspinnare. Inga underarter finns listade i Catalogue of Life.